# Ugolne Kopy
Ugolne Kopy (ros. Угольные Копи "kopalnie węgla") – osiedle typu miejskiego w azjatyckiej części Rosji, w Rejonie Anadyrskim w Czukockim Okręgu Autonomicznym.
Leży na północnym brzegu zatoki Liman Anadyrski (u ujścia rzeki Anadyr); około 10 km na wschód od Anadyru; ok. 6 tys. mieszkańców (2005). Ośrodek wydobycia węgla brunatnego, port lotniczy Anadyru. Założone na początku XX wieku jako miejsce zamieszkania oraz siedziba administracji dla pobliskich kopalni węgla (stąd nazwa).
Do roku 1997 na przemian z Szachtorskim administracyjna stolica Rejonu Anadyrskiego.